# Stanislas du Lac
Le père Stanislas du Lac (de son nom complet Stanislas du Lac de Fugères), né à Paris le 21 novembre 1835 et décédé dans la même ville le 29 août 1909, est un prêtre jésuite français, directeur du lycée privé Sainte-Geneviève. Son nom est souvent lié à l'affaire des fiches.

## Biographie

### Origine
De par son père, Louis Paul Albert du Lac de Fugères, le père du Lac appartenait à une famille aristocratique. Sa mère était Camille de Rouvroy de Lamairie. Entré au noviciat de la Compagnie de Jésus à Issenheim en Alsace, le 28 octobre 1853, il travailla d'abord au collège Saint-François-Xavier, de Vannes, où il fut notamment le maître d'étude du jeune Octave Mirbeau, qui dans son roman autobiographique "Sébastien Roch" le prit pour modèle pour son personnage de fiction, le Père de Kern. Plus tard il étudia la théologie au théologat jésuite de Laval jusqu'en 1869. Il fut ordonné prêtre le 19 septembre 1869 par Mgr Casimir Wicart.

### Enseignement
L'été suivant en 1870, il est nommé recteur du nouveau collège Sainte-Croix du Mans où, pendant la Guerre franco-allemande de 1870, il organise un service hospitalier efficace. Pendant les dix mois de son rectorat au Mans, vingt-deux mille soldats sont ainsi passés dans son collège.
En octobre 1871, il succède au père Léon Ducoudray en tant que recteur du lycée privé Sainte-Geneviève, généralement appelée École des Postes, de 1871 à 1880, institution qui prépare les candidats aux grandes écoles militaires et scientifiques de France. Durant son rectorat, de 1872 à 1881, 213 de ses élèves furent admis à l'École Centrale, 328 à l'École polytechnique et 830 à Saint-Cyr.

### Exil
En 1880, à la suite des décrets expulsant les congrégations religieuses, le père du Lac part en exil en Angleterre où il fonde un  collège français, le "St.Mary's", à Canterbury. Il y reste 9 ans en tant que recteur.

### Retour
Les vingt dernières années de sa vie se passent à Paris et à Versailles, comme prédicateur, directeur de conscience, et fondateur en 1892 du syndicat de l'Aiguille, un ensemble de sociétés de prêt et de bienfaisance pour les couturières, en particulier les jeunes filles petites mains de la mode (dites "midinettes").
Le père Stanislas du Lac meurt à Paris le 29 août 1909.

### Énigmatique personnage
Cet énigmatique personnage voit son nom revenir fréquemment dans les fiches et dans les écrits de l’époque. Confesseur d’Albert de Mun, du général de Boisdeffre, chef d’État-Major général, du journaliste Saint-Genest, ou encore de l'écrivain et journaliste d'extrême-droite Édouard Drumont, il est mêlé malgré lui à l’affaire Dreyfus et attise la haine des radicaux. 
Il est considéré comme le maître de l’avancement dans l’armée et le responsable de l’invasion cléricale dans les écoles militaires. Le capitaine Henri Mollin nomme à plusieurs reprises le père du Lac qui selon lui « exerça une véritable dictature sur les commissions » et « présidait à la confection des tableaux d’avancement et des tableaux de concours ». 
Un manifeste du Grand Orient de France indique quant à lui qu’au sein de l’armée, aucune décision n’était prise « sans avoir demandé, préalablement, les instructions du jésuite Du Lac ou des représentants du Pape italien. » Anatole France n’échappe pas à cette phobie en parlant des intrigues menées par le jésuite et de l’annuaire militaire sur sa table de nuit dans la préface d’Une campagne laïque d'Émile Combes, en 1904. Enfin, Robert Nanteuil, dans son dossier Jean Guyot de Villeneuve, nomme ce conspirateur et explique que même après l’affaire des fiches, en 1905, « c’est l’ombre railleuse du père du Lac qui inspire encore ceux qui élaborent les tableaux d’avancement ».
Adrien Dansette indique pourtant qu’ « En réalité, le Père du Lac, le moins mystérieux des hommes et fort peu doué pour le rôle que lui prête la légende vite répandue, ne jouit même pas d’une autorité particulière au sein de son Ordre. »
Albert de Mun dénonce quant à lui l’idée toute faite d’une mainmise sur l’armée par l’enseignement congréganiste et montre qu’un dixième seulement des élèves des écoles militaires provient de la rue des Postes. De même, en 1898, selon Dansette, et en dépit de la déclaration du général Billot, l’État-major général n’a rien d’une « jésuitière » puisque les élèves de l’école ne représentent qu’un septième des officiers. L’absence d’élèves des jésuites dans l’état-major particulier de Boisdeffre, chez les généraux et les juges de l’affaire Dreyfus n’empêche pas les radicaux de voir dans l’Affaire un coup monté par les jésuites.
Le père Stanislas du Lac a par ailleurs entretenu, pendant des années, une importante correspondance avec Édouard Drumont, le fondateur du journal La Libre Parole, dont il a été le confesseur, et avec lequel les relations ont alterné hauts et bas, le père du Lac ayant fait plusieurs fois part de sa désapprobation quant à certaines positions trop insultantes et outrancières du polémiste, duquel il ne semblait pas partager, par ailleurs, les opinions antisémites. Il aurait néanmoins incité Drumont à rédiger La France juive et contribué à en financer la réalisation, ainsi que le journal antisémite La Libre Parole.

## Ouvrage
Jésuites, Paris, Plon-Nourrit, 1901, 408 p. (lire en ligne)

### Sources / Bibliographie
- France (Paris, 1888), qui décrit vivement les relations affectueuses entre le Recteur de St. Mary, Canterbury, et ses garçons français;
- Jésuites (Paris, 1901), une défense de la Compagnie de Jésus, contenant de nombreuses réminiscences autobiographiques.
- Bruno Besnier, L'affaire des fiches : un système d'État (1900-1914), La Roche-sur-Yon : Master I d'histoire, 2005.